# Bohemia
Bohemia hay Čechy (tiếng Séc: Čechy; tiếng Đức: Böhmen, tiếng Ba Lan: Czechy) là một khu vực lịch sử nằm tại Trung Âu, chiếm hai phần ba diện tích của nước Cộng hòa Séc ngày nay. Nó có diện tích 52.750 km², chiếm khoảng 6,25 triệu trong tổng số 10,3 triệu dân của Cộng hòa Séc. Cái tên "Bohemia" bắt nguồn từ những cư dân đầu tiên di cư vào vùng này, bộ tộc Boii thuộc tộc người Xentơ. Còn cái tên "Čechy" ám chỉ người Séc, dân tộc định cư trong khu vực này cho đến ngày nay. Nó từng là một quốc gia hùng mạnh thời Trung Cổ với triều đại Přemyslid. Sau đó, vùng đất này được cai trị bởi vương triều Luxembourg. Cuộc chiến tranh tôn giáo Hussite vào thế kỉ 15 đã tàn phá nặng nề Bohemia, rồi sau đó, Sultan Suleiman I xua quân Thổ Nhĩ Kỳ Ottoman đè bẹp và tiêu diệt quân Tiệp - Hung trong Trận Mohacs vào năm 1526; cuối cùng Bohemia rơi vào sự cai trị của Đế quốc Áo-Hung.
Theo một sứ thần người Thổ Nhĩ Kỳ, xứ Bohemia "thực sự là niềm kiêu hãnh và hạt nhân của nước Áo hùng cường". Dưới triều đại Nữ hoàng Maria Theresia (trị vì: 1740 - 1780), nhân dân Čechy luôn luôn nhiệt huyết sẵn sàng tham chiến trong pháo binh Áo. Trong cuộc chiến tranh Silesia lần thứ nhất (1740 - 1742), vua nước Phổ là Friedrich II Đại Đế (trị vì: 1740 - 1786) đè bẹp quân Áo trong trận đánh tại Chotusitz (Bohemia) vào năm 1742. Trong cuộc Chiến tranh Bảy năm (1756 - 1763), Čechy đã bị nhà vua Friedrich II Đại Đế tiến đánh vào năm 1757. Ông đánh tan tác quân Áo trong trận đánh tại thành Praha vào ngày 6 tháng 6 năm ấy, nhưng chịu tổn thất hết sức nặng nề. Nhưng, ông đại bại trong trận đánh tại Kolín vào ngày 18 tháng 4, và khỏi rút khỏi thành Praha vào ngày 20 tháng 6 năm 1757.
Thế kỉ 20, sau đệ nhị thế chiến vào năm 1918, Bohemia trở thành một phần của Tiệp Khắc rồi đến khi Tiệp Khắc diễn ra cuộc "chia li trong hòa bình" vào năm 1993, Bohemia trở thành một phần của nước Cộng hòa Séc ngày nay. Bohemia là một phần quan trọng của Cộng hòa Séc đồng thời đóng một vai trò đáng kể trong kinh tế, văn hóa, xã hội của Séc. Thủ đô Praha của Cộng hòa Séc là trung tâm kinh tế lớn nhất Bohemia.